# 希爾星堡體育會
希爾星堡體育會是一間位於赫尔辛堡的瑞典球會，於1907年6月4日成立曾六次勝出本土足球聯賽和兩次勝出木土杯賽冠軍。
亨里克·拉松在2006年世界杯後加盟球隊，2007年租借至曼联，一个月后拉松拒绝了弗格森的挽留重返赫尔辛堡。2016年瑞典足球超級聯賽，希爾星堡在領隊軒歷·拿臣帶領下取得第14位，其後在護級賽出局，來屆降班。

## 著名球員
- 斯文·安德松
- 埃里克·埃德曼
- Sven Espling
- Folke Friis
- Jesper Jansson
- 乌尔里克·扬松
- 克努特·克龙
- 亨里克·拉松
- 安德斯·林德罗特
- Malte Mårtensson
- 罗兰·尼尔松
- Álvaro Santos
- 卡勒·斯文松

## 成就
- 瑞典冠軍:
  - 冠軍(5): 1932–33, 1933–34, 1940–41, 1999, 2011
- 瑞典足球超級聯賽:
  - 冠軍(7): 1928–29, 1929–30, 1932–33, 1933–34, 1940–41, 1999, 2011
  - 亞軍(7): 1927–28, 1948–49, 1953–54, 1995, 1998, 2000, 2010
- Svenska Mästerskapet:
  - 亞軍(2): 1914, 1918
- 瑞典杯:
  - 冠軍(4): 1941, 1997–98, 2006, 2010
  - 亞軍(2): 1950, 1993–94

## 紀錄
- 出場次數最多, 瑞典足球超級聯賽: 349, 卡尔·斯文松 1943年–1962年
- 最多入球, 瑞典足球超級聯賽: 140, 克努特·克龙 1925年–1942年

## 外部連結
- Helsingborgs IF （页面存档备份，存于） - 官方網站
- Kärnan （页面存档备份，存于） - 官方球迷會網站
- HIF E-zine （页面存档备份，存于） - 球迷網站

1. ↑  第二種串法Hälsingborgs IF在二十年代至七十年代間使用。